# 多布罗萨夫·克尔斯蒂奇
多布罗萨夫·克尔斯蒂奇（羅馬化：Dobrosav Krstić，1932年2月5日—2015年5月3日），塞尔维亚男子足球运动员，场上位置是后卫。他曾代表南斯拉夫国奥队参加1956年夏季奥林匹克运动会足球比赛，获得一枚银牌。